# Surfin' USA
Surfin' USA é o segundo álbum de estúdio da banda de rock americana The Beach Boys e foi lançado no início de 1963, sendo um álbum de surf rock. Este foi o segundo álbum do grupo a ser creditado com a produção de Nick Venet, representante de artistas e repertório da Capitol Records. O álbum é mais bem produzido e tocado que o primeiro disco da banda, Surfin' Safari. Tal como acontece com Surfin' Safari, alguns especularam que não foi Nick Venet, o produtor oficialmente listado, mas Brian quem produziu o álbum.
O single "Surfin' USA"/"Shut Down" (Capitol 4932) foi lançado nos Estados Unidos em 4 de março de 1963 e teve grande sucesso, chegando a # 1 no Canadá, # 3 nos Estados Unidos, # 6 na Suíça, # 9 na Austrália e # 34 no Reino Unido (junho de 1963).
Surfin' USA (Capitol (S) T 1890) chegou a # 2 nos Estados Unidos, com duração de 78 semanas nas paradas. Ele chegou a # 17 no Reino Unido no final de 1965.
Surfin' USA agora está emparelhado em CD com Surfin' Safari, e faixas bônus desse período.

## Impacto e detalhes instrumentais
"Surfin USA" é notável por dar ao The Beach Boys seu primeiro grande sucesso com uma faixa-título,  e pelo aumento das proezas de Brian Wilson na composição, assim como nos arranjos vocais. Este disco afirma a originalidade da banda, criando um "som próprio e único".
A faixa-título, "Surfin' USA" tornou-se o primeiro grande sucesso do The Beach Boys nos Estados Unidos, foi disco de ouro e figurou no Top 10, chegando a # 2. Em 1965, durante o relançamento no Reino Unido, "Surfin' USA" foi # 17. A canção, enquanto originalmente creditada como composta por Brian Wilson, é uma cópia direta de Sweet Little Sixteen, de Chuck Berry. Com a ameaça de uma ação judicial, foi dado oficialmente crédito a Berry pela canção.  A canção "Surfin' USA" faz parte da lista The Rock and Roll Hall of Fame's 500 Songs that Shaped Rock and Roll.
O que também é interessante sobre este álbum em particular é que cinco das doze faixas são instrumentais. "Stoked", um surf rock ritmado, seria a primeira de muitas músicas instrumentais que Brian Wilson iria compor para o The Beach Boys. "Surf Jam" marca a primeira vez que Carl Wilson, com 16 anos na época, recebeu um crédito de compositor - Carl Wilson era jovem, mas já mostrava talento com sua guitarra. As outras faixas instrumentais são: "Misirlou", uma música grega na versão de Dick Dale, gravada por ideia de David Marks; "Let's Go Trippin'", também de Dick Dale e "Honky Tonk" de Bill Doggett, influente instrumental de 1956.
Seguindo a tendência experimental da surf music, o disco é cheio de órgãos  e timbres diferentes como o xilofone na música "Noble Surfer".
Surfin' USA é considerado um dos maiores clássicos do surf rock.

## Principais faixas vocais
Enquanto a faixa-título do álbum foi o centro das atenções (com o seu Lado B "Shut Down" obtendo algum sucesso), são encontrados outros destaques: "Farmer's Daughter" é o primeiro dos muitos vocais em falsete de Brian Wilson; "Lonely Sea" (outtake das sessões do Surfin 'Safari) foi a primeira música que Brian escreveu com Gary Usher e é a primeira audição que temos do lado melancólico de Brian Wilson, que se intensificou com o passar dos anos. "Lana" e "Finders Keepers" também são faixas aclamadas de Surfin' USA.

## Capa
A foto da capa foi tirada pelo artista/fotógrafo/surfista John Severson em janeiro de 1960, mostrando Leslie Williams em Sunset Beach (Oahu), no Havaí. Destinado para a capa da lendária revista Surfer, o negativo original foi danificado durante o processo de separação de cores e nunca mais apareceu na mídia impressa, até Capitol Records pedir uma fotografia adequada para o novo álbum do The Beach Boys. Severson trabalhou a imagem danificada e vendeu-a para a Capitol.

## Faixas

### Lado A
1. "Surfin' U.S.A." (Brian Wilson/Chuck Berry) – 2:27
  - Com a voz principal, Mike Love
2. "Farmer's Daughter" (Brian Wilson/Mike Love) – 1:49
  - Com a voz principal, Brian Wilson
3. "Misirlou" (Roubanis/Wise/Leeds/Russell) – 2:03
  - Instrumental
4. "Stoked" (Brian Wilson) – 1:59
  - Instrumental
5. "Lonely Sea" (Brian Wilson/Gary Usher) – 2:21
  - Com a voz principal, Brian Wilson
6. "Shut Down" (Brian Wilson/Roger Christian) – 1:49
  - Com a voz principal, Mike Love

### Lado B
1. "Noble Surfer" (Brian Wilson/Mike Love) – 1:51
  - Com a voz principal, Mike Love
2. "Honky Tonk" (Doggett/Scott/Butler/Sheper/Glover) – 2:01
  - Instrumental
3. "Lana" (Brian Wilson) – 1:39
  - Com a voz principal, Brian Wilson
4. "Surf Jam" (Carl Wilson) – 2:10
  - Instrumental
5. "Let's Go Trippin' " (Dick Dale) – 1:57
  - Instrumental
6. "Finders Keepers" (Brian Wilson/Mike Love) – 1:38
  - Com a voz principal, Mike Love

### Singles
1. - "Surfin' USA" b/w "Shut Down" (Capitol 4932), 4 de Março de 1963, Estados Unidos #3 ; Reino Unido #34 ("Shut Down" Estados Unidos #23 )

### Ficha técnica
- Brian Wilson - Vocal, Vocais, Baixo, Teclados (Órgão, Xilofone, Piano...)
- Mike Love - Vocal, Vocais, Saxofone
- Dennis Wilson - Vocais, Bateria
- Carl Wilson - Vocais, Guitarra Principal
- David Marks - Guitarra Rítmica